# Dipsocoromorfs
Els dipsocoromorfs (Dipsocoromorpha) són un infraordre d'hemípters del subordre dels heteròpters que conté aproximadament 300 espècies. Els insectes d'aquest grup viuen a terra i a la fullaraca, encara que també es poden trobar als manglars, zones de vegetació baixa i zones intersticials de rierols.
Els dipsocoromorfs contenen alguns dels heteròpters més petits, mesurant habitualment entre 0,5 i 4,0 mm de llarg. Sovint es caracteritzen per tenir antenes llargues, com un fuet, i el cos aplanat i ample. Molts d'aquests insectes també tenen pèls llargs a les antenes. Dipsocoromorpha són més abundant als tròpics.
El registre fòssil dels dipsocoromorfs es remunta al període Cretaci inferior, per bé que però que s'han conservat bé relativament pocs fòssils, cosa que fa difícil precisar el seu lloc a l'arbre filogenètic dels heteròpters.

## Taxonomia
L'infraordre Dipsocoromorpha inclou cinc famílies:
- Família Ceratocombidae Fieber, 1860
- Família Cuneocoridae Handlirsch, 1920 †
- Família Dipsocoridae Dohrn, 1859
- Família Hypsipterygidae Drake, 1961
- Família Schizopteridae Reuter, 1891